# Червоненко Степан Васильович
Степан Васильович Червоненко (3 [16] вересня 1915, село Окіп Полтавської губернії, тепер Лубенського району Полтавської області — 11 липня 2003, Москва, Російська Федерація) — український радянський компартійний діяч, дипломат. Депутат Верховної Ради УРСР 4—5-го скликань. Депутат Верховної Ради СРСР 5-го і 11-го скликань. Кандидат у члени ЦК КПУ в 1954—1956 р. Член ЦК КПУ в 1956—1960 р. Секретар ЦК КПУ в червні 1956 — жовтні 1959 р. Кандидат у члени Президії ЦК КПУ в грудні 1957 — жовтні 1959 р. Член ЦК КПРС в 1961—1989 р. Кандидат філософських наук (1949).

## Життєпис
Народився в селянській родині. У 1931 році закінчив Жданівську семирічну школу Сенчанського району на Полтавщині.
У 1931—1934 роках — студент історико-економічного факультету Лубенського педагогічного інституту. У 1934—1936 роках — студент економічного факультету Київського державного університету імені Шевченка.
У 1936—1937 роках — референт-економіст, керівник секції Статистичного управління при Держплані Української РСР.
У 1937—1941 роках — вчитель історії і директор Лебединської середньої школи Шполянського району Київської області.
Член ВКП(б) з 1940 року.
У 1940 році навчався на курсах викладачів основ марксизму-ленінізму при ЦК КП(б)У. У 1941 році працював директором Сенчанської середньої школи Полтавської області.
У 1941—1944 роках — у Червоній армії. Учасник німецько-радянської війни. Служив рядовим, потім — політичним керівником і заступником командира батальйону з політичної роботи на Центральному, Воронезькому, Степовому, 2-му Українському фронтах. Був важко поранений. З листопада 1943 року до липня 1944 перебував на лікуванні.
У серпні 1944 — липні 1949 року — старший викладач основ марксизму-ленінізму, завідувач кафедри марксизму-ленінізму і заступник директора Черкаського вчительського інституту.
У 1949 році закінчив курси дисертантів при Академії суспільних наук при ЦК ВКП(б).
У липні 1949 — травні 1951 року — керівник лекторської групи відділу пропаганди і агітації ЦК КП(б)У.
У травні 1951 — лютому 1953 року — завідувач відділу науки і вищих навчальних закладів ЦК КП(б)У.
У лютому — червні 1953 року — завідувач відділу суспільних наук і вищих навчальних закладів ЦК КПУ.
У червні 1953 — червні 1956 року — завідувач відділу науки і культури ЦК КПУ.
26 червня 1956 — 24 жовтня 1959 року — секретар ЦК КПУ з питань ідеологічної роботи.
У жовтні 1959 — квітні 1965 року — надзвичайний і повноважний посол СРСР у Китайській Народній Республіці.
У квітні 1965 — квітні 1973 року — надзвичайний і повноважний посол СРСР у Чехословацькій Соціалістичній Республіці.
У травні 1973 — січні 1982 року — надзвичайний і повноважний посол СРСР у Франції. Одночасно, у липні 1973 — березні 1974 року — надзвичайний і повноважний посол СРСР у Малагасійській Республіці.
У грудні 1982 — жовтні 1988 року — завідувач відділу ЦК КПРС по роботі із закордонними кадрами і поїздками за кордон.
У 1988—1993 роках — радник при Міністерстві закордонних справ СРСР — Російської Федерації.
З 1993 року — на пенсії у Москві. Похований на Троєкурівському цвинтарі.

## Нагороди
- чотири ордени Леніна (26.02.1958)
- орден Жовтневої Революції
- орден Трудового Червоного Прапора
- медалі